# 毓璜顶长老会礼拜堂
毓璜顶长老会礼拜堂是在山东历史上有影响的一座基督教堂。地址在烟台市芝罘区毓璜顶福来里。
登州（蓬莱）和烟台是19世纪英美基督教差会向山东省传教的早期基地。美北长老会是其中规模最大的一个差会。1862年，该会传教士麦嘉缔来到烟台。1867年，郭显德牧师和主持创建了毓璜顶长老会礼拜堂。郭显德在烟台毓璜顶和附近胶东各县创办小学共40余所。其中毓璜顶文先小学（男校）和会英小学（女校）开办于1866年，是烟台最早的西式学校。后来发展成烟台益文商专，即今烟台二中前身。郭显德夫人苏紫兰则在毓璜顶创办著名的毓璜顶医院和烟台第一个幼稚园。 到1902年，毓璜顶长老会礼拜堂达800余人。1903年教堂扩建。
1941年太平洋战争爆发，日军把礼拜堂改造为集中营，监禁芝罘学校的美英传教士及侨民等，後来又将他们转移至潍县乐道院集中营。1950年，外籍传教士撤离，该堂由中国籍长老张峰青主持，1958年并入烟台市基督教联合礼拜，教堂被部队占用。目前属于中国人民解放军烟台警备区管理。
1992年6月，烟台基督教长老会堂被列为山东省文物保护单位。